# العمارة المجازية

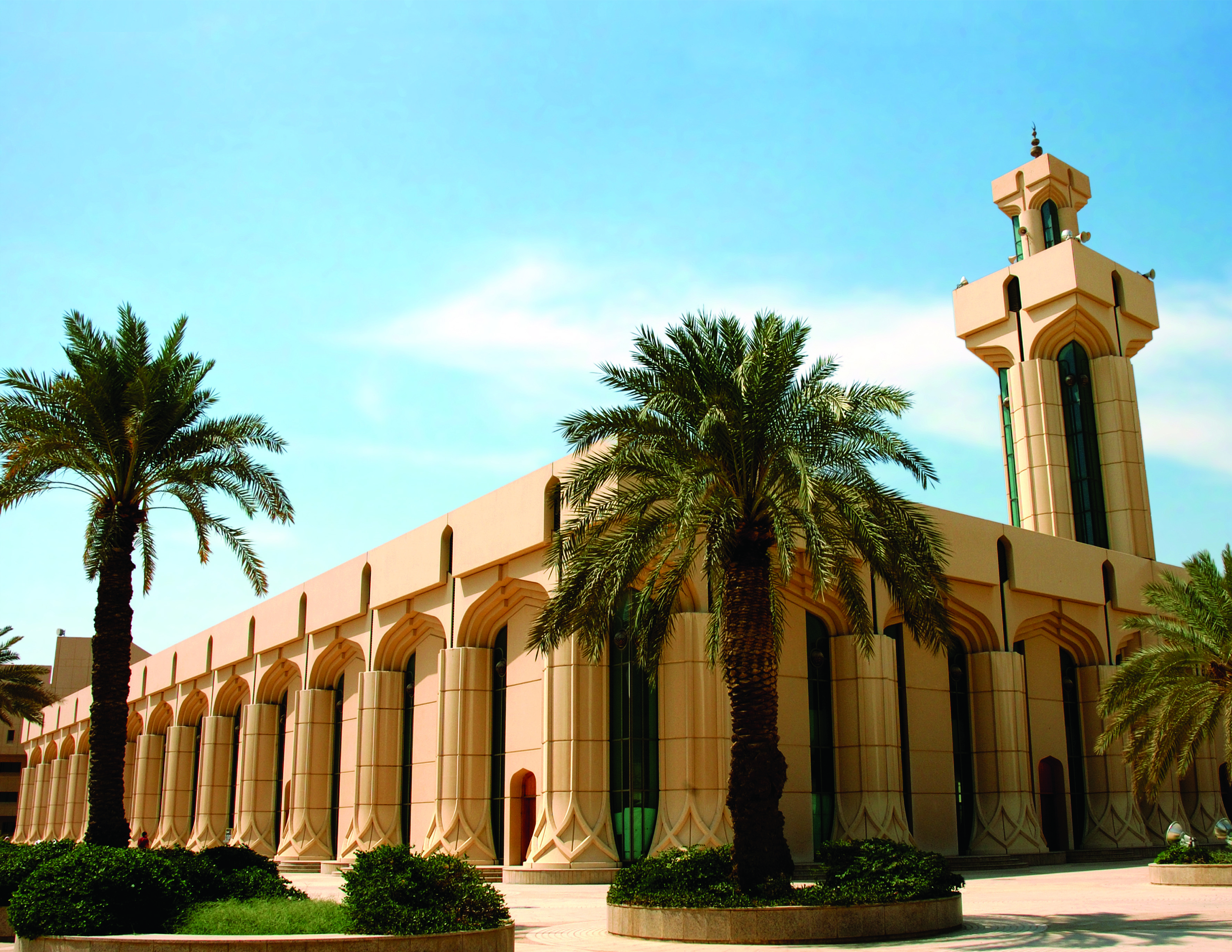
جامع النخيل، جامعة الملك سعود، الرياض

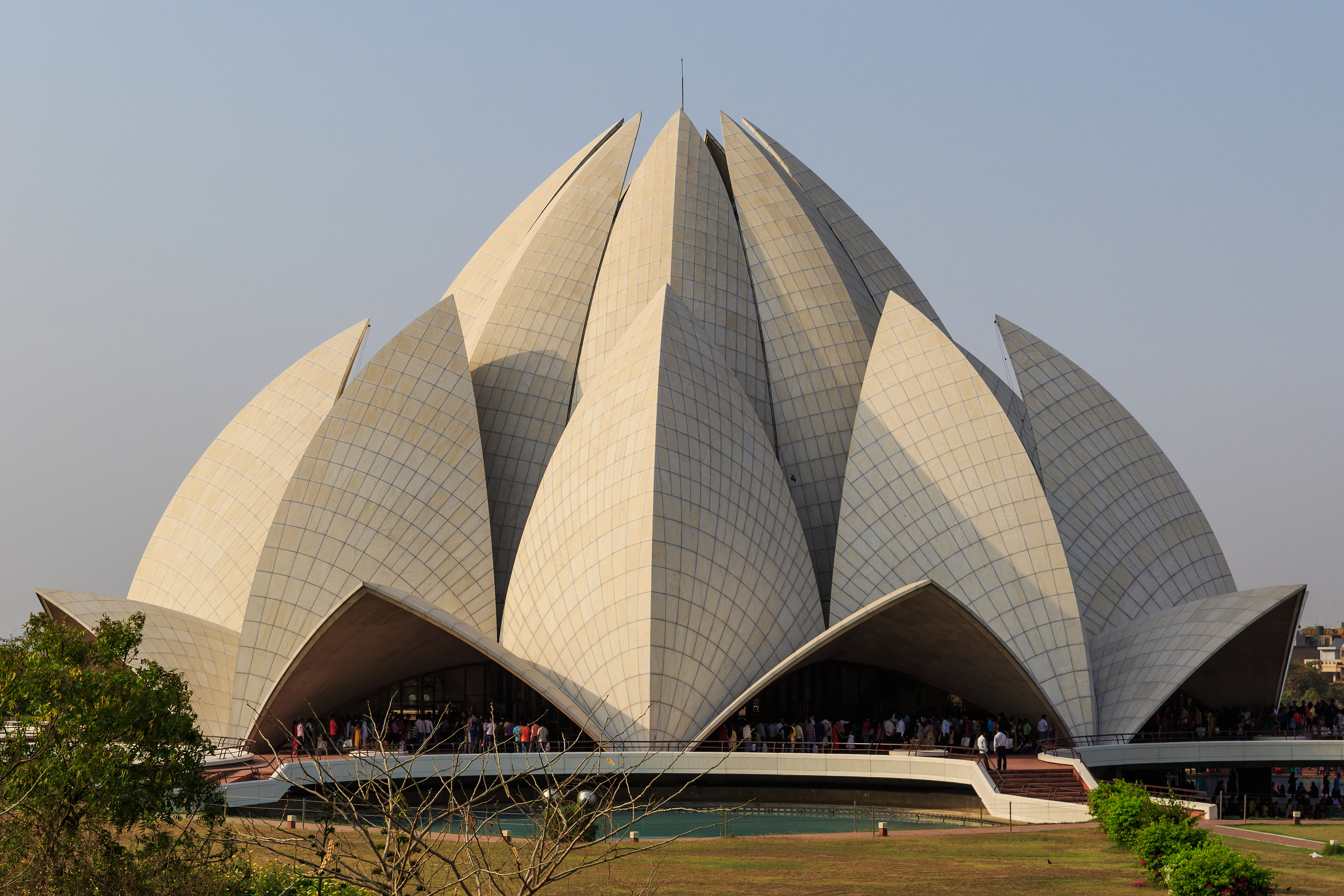
معبد اللوتس، نيو دلهي

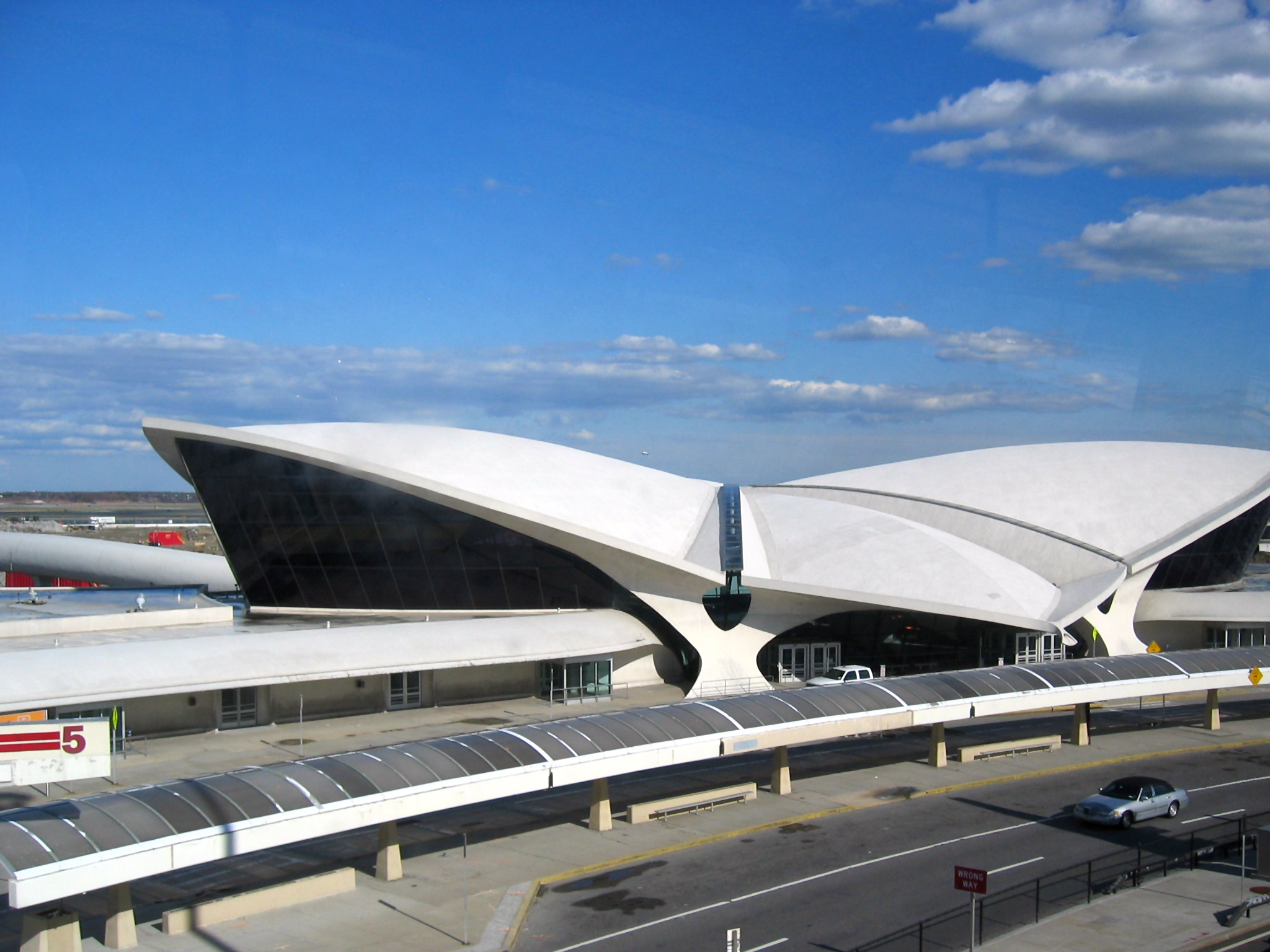
مركز تي دبليو إيه الجوي، نيويورك

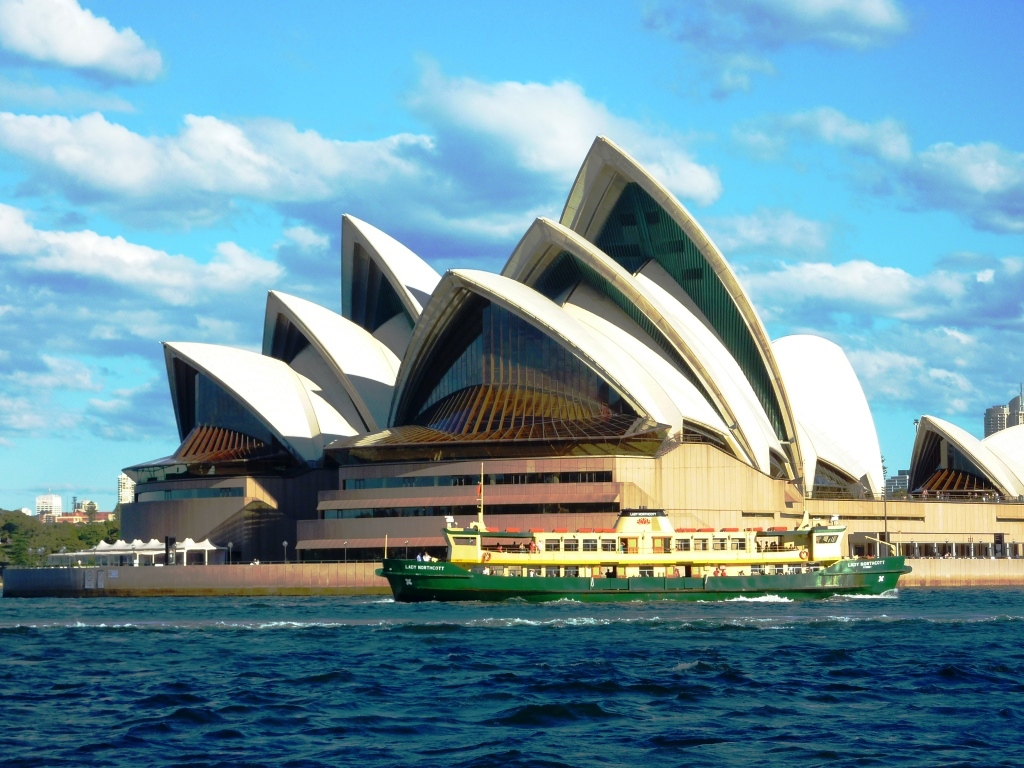
دار أوبرا سيدني، أستراليا

العمارة المجازية  هي حركة معمارية تطورت في أوروبا في أواسط القرن العشرين، يعتبرها البعض جانباً من جوانب عمارة ما بعد الحداثة في حين يعتبرها آخرون مدرسة لها حقوقها الخاصة وتطوير في وقت لاحق من العمارة التعبيرية.
يتميز النمط باستخدام التماثل والمجازية كمصدر أساسي للإلهام والتوجيه للتصميم، ومن الأمثلة على ذلك جامع النخيل بجامعة الملك سعود في الرياض لباسل البياتي، مستوحى من النخلة، معبد اللوتس بنيودلهي لفريبرز صهبا، مستوحى من زهرة اللوتس، مركز تي دبليو إيه الجوي في نيويورك لإيرو سارينين، استلهمه من أجنحة الطير، دار أوبرا سيدني ليورن أوتسون، أستراليا، التي اشتقت من أشرعة السفن في الميناء.
بعض المهندسين المعماريين عُرفوا باستخدام الاستعارة كنمط في أعمالهم مثل لو كوربوزيه ونصب اليد المفتوحة، هذا النصب كان له علامة على "السلام والمصالحة، فقد فتح ليعطي وأيضاً ليستقبل"

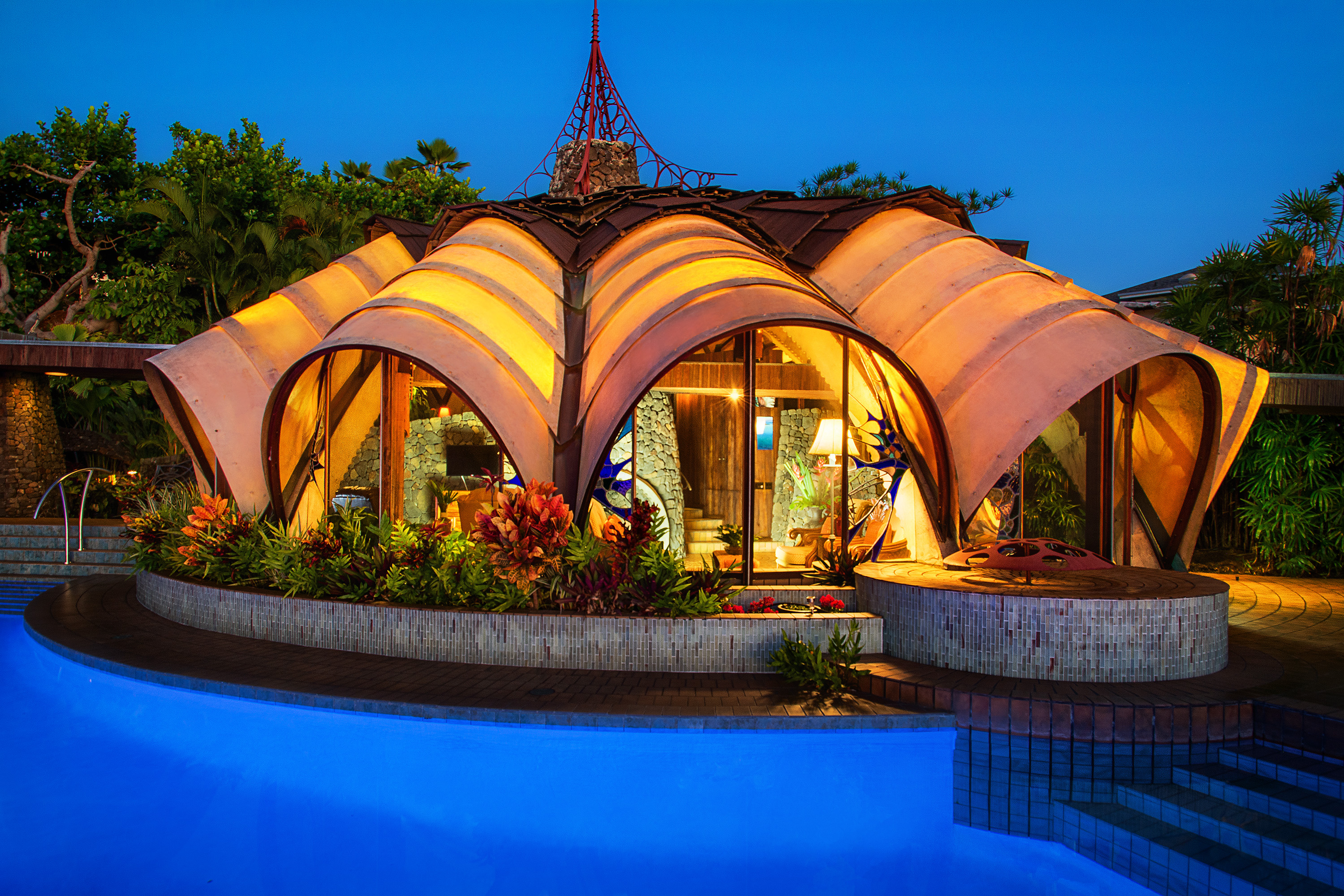
منزل البصل في هاواي

ولعل أبرز صوت للمدرسة المعمارية المجازية في الوقت الحاضر هو الدكتور باسل البياتي الذي استوحيت تصاميمه من الأشجار والنباتات والقواقع والحيتان والحشرات والدراويش وحتى الأساطير والأدب. وهو أيضاً مؤسس المدرسة الدولية للهندسة المعمارية في مالقة بإسبانيا.

## رواد المجازية
- باسل البياتي
- لي كوربوزيه
- يورون أوتسون
- إيرو سارينين